# Fusong
Fusong léase Fu-Sóng (en chino:抚松县, pinyin:Fǔsōng xiàn) es un condado bajo la administración directa de la ciudad-prefectura de Baishan. Se ubica al norte de la provincia de Jilin , noreste de la República Popular China . Su área es de 6150 km² y su población total para 2010 era superior a 200 000 habitantes.

## Administración
El municipio de Fusong se divide en 18 pueblos que se administran en 12 poblados y 6 villas.